# Formel-1-Weltmeisterschaft 2009

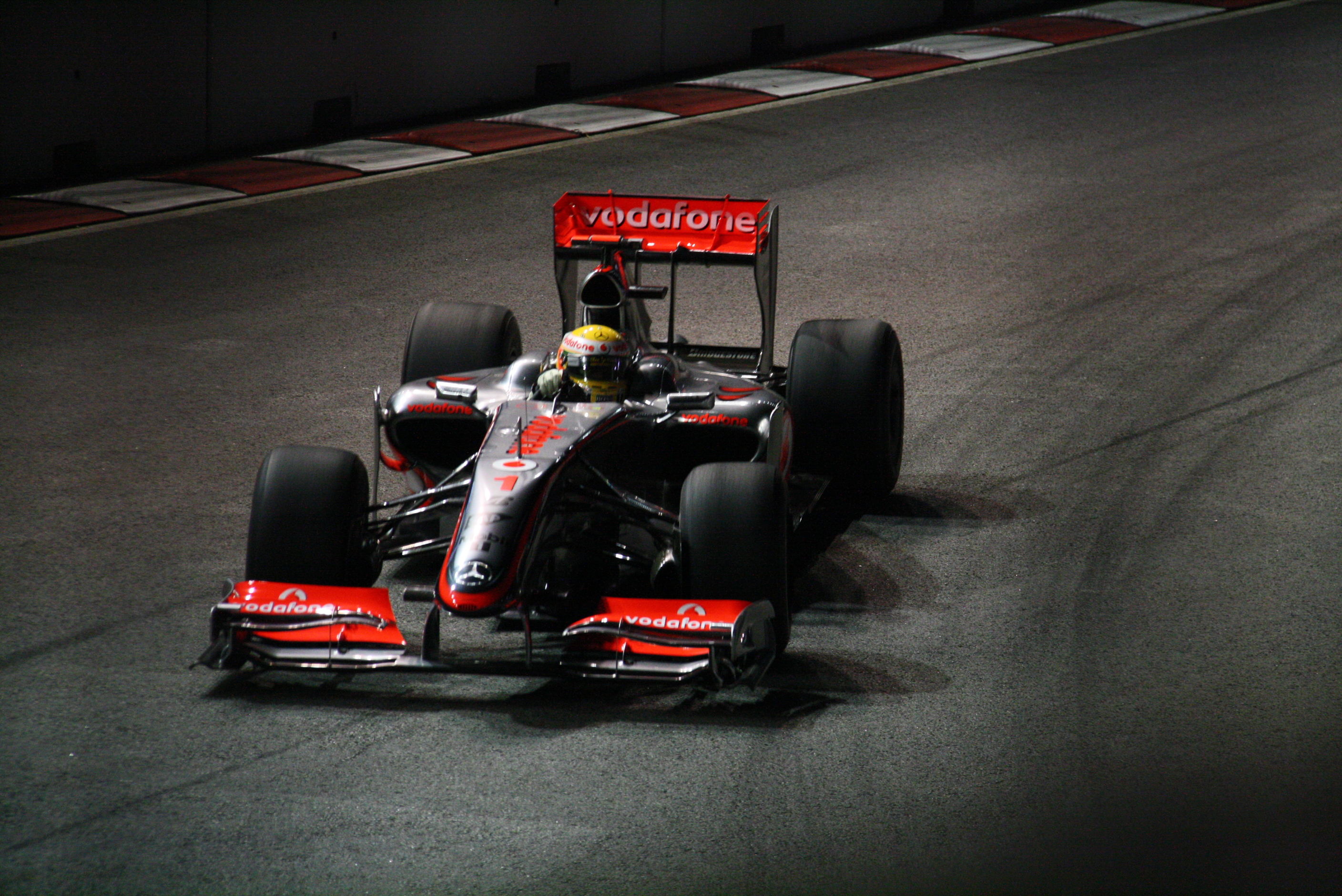
Titelverteidiger Lewis Hamilton gewinnt das Nachtrennen in Singapur 2009

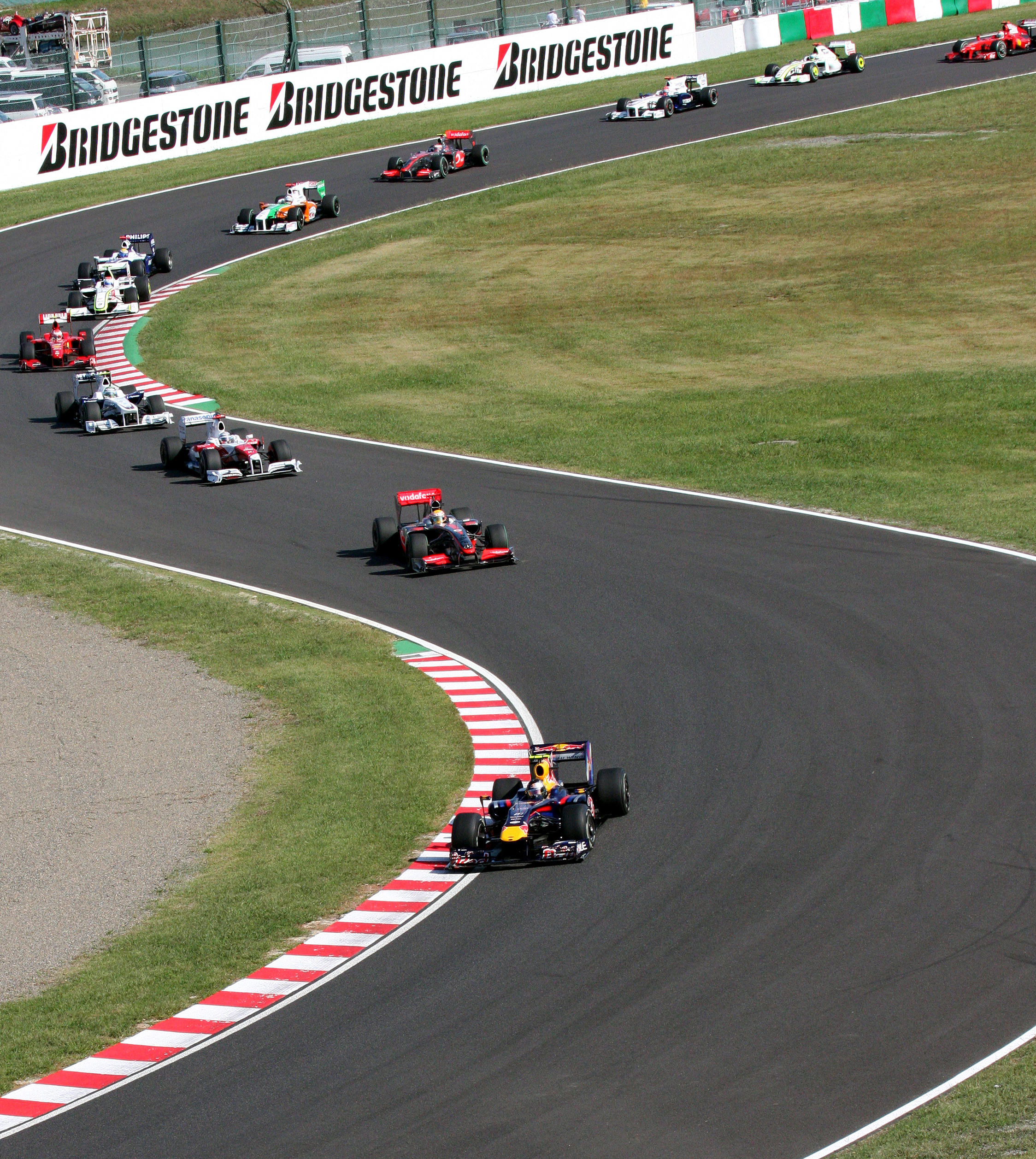
Rennszene des GP Japan 2009 (vorne der spätere Sieger Sebastian Vettel)

Die Formel-1-Weltmeisterschaft 2009 war die 60. Saison der Formel-1-Weltmeisterschaft. Sie wurde über 17 Rennen in der Zeit vom 29. März bis zum 1. November ausgetragen.
Bereits beim vorletzten Lauf konnte sich Jenson Button die Fahrer-Weltmeisterschaft sichern, der Konstrukteurstitel ging an Brawn GP.

## Änderungen 2009

### Rennstrecken
In der Saison 2009 fanden statt der ursprünglich geplanten 19 nur 17 Große Preise statt. Der Große Preis von Deutschland wurde in der vereinbarten Rotation nun auf dem Nürburgring ausgetragen. Ebenso war beabsichtigt, ab 2009 den Austragungsort des Großen Preises von Japan zu rotieren, der daher erstmals seit 2006 wieder in Suzuka statt in Fuji veranstaltet wurde. Die Formel 1 kehrte auch in den nächsten Jahren nicht wieder nach Fuji zurück. Als Debüt gab es am 1. November im zu den Vereinigten Arabischen Emiraten gehörenden Emirat Abu Dhabi auf einem 5,5 km langen Kurs den Großen Preis von Abu Dhabi.
Der Große Preis von Frankreich in Magny-Cours war zunächst im Rennkalender vorgesehen, wurde jedoch eine Woche später gestrichen. Gründe waren die mangelnde Infrastruktur und sinkendes Zuschauerinteresse. Der seit 1978 ausgetragene Große Preis von Kanada auf dem Circuit Gilles-Villeneuve entfiel ebenfalls. Die Regierung Kanadas hatte sich zwar nach der überraschenden Streichung darum bemüht, den Grand Prix noch zu retten, allerdings ohne Erfolg.

### Reglement
Seit 1997 wurde erstmals wieder mit den profillosen Reifen (Slicks) gefahren. Von den vier verschiedenen Härtegraden „super soft“, „soft“, „medium“ und „hard“ standen pro Rennen zwei Mischungen zur Auswahl. In einem Rennen mussten beide zur Verfügung stehenden Reifentypen genutzt werden, wobei die weichere Mischung durch grüne Linien an den Reifenflanken gekennzeichnet war. Ab dieser Saison gab es zwischen den verwendeten Mischungen größere Unterschiede, da ein Härtegrad zwischen den beiden Reifentypen liegen musste. Darüber hinaus wurde das Energierückführungssystem KERS eingeführt und die Aerodynamik der Boliden musste weitgehend beschnitten werden. Im Einzelnen wurden seitliche Anbauteile wie Luftleitbleche, Luftkamine und sonstige Zusatzflügel verboten. Der Heckflügel wurde wesentlich höher über dem Auto montiert und deutlich schmaler, der Frontflügel wurde dagegen verbreitert. Die FIA erhoffte sich dadurch deutlich mehr Überholvorgänge, die bisher aufgrund der komplexen Aerodynamik der Fahrzeuge zumindest erschwert worden waren. Die Luftverwirbelungen eines vorausfahrenden Rennwagens hatten sich bislang negativ auf die aerodynamische Stabilität des eigenen Autos ausgewirkt und damit ein risikofreies Heransaugen an den Gegner verhindert. Viele Experten, wie beispielsweise der damalige BMW-Teamchef Mario Theissen, gingen jedoch davon aus, dass der durch die Reduzierung des Anpressdrucks über die Aerodynamik verursachte Nachteil in der Rundenzeit (man ging von einem Rückgang des Abtriebsniveaus von rund 20 Prozent im Vergleich zum Vorjahr aus) durch die Wiedereinführung der Slicks kompensiert werden würde.
Eine Reglement-Änderung betraf den Unterboden der Rennwagen. Die Turbulenzen im Windschatten der Fahrzeuge sollten minimiert werden, um das Windschattenfahren zu erleichtern und somit auch das Überholen. Durch geschickte Regelauslegung entwickelten die Teams Brawn GP, Toyota Racing und Williams F1 den Doppel-Diffusor. Dieser Vorteil wurde von den übrigen Teams stark kritisiert und war Gegenstand mehrerer Verhandlungen vor dem FIA-Berufungsgericht, das ihn schließlich für legal erklärte.
Außerdem wurde die Zahl der pro Fahrer und Saison verfügbaren Motoren auf acht limitiert. Das bedeutete, dass die Pflichtlaufzeit der Motoren de facto von zwei auf drei Rennen erhöht wurde. Das Wechselprozedere innerhalb dieser acht Motoren war den Teams freigestellt.
Weiterhin beschloss die FIA die Rückkehr zu den zuletzt 2006 gültigen Safety-Car-Regeln – die Schließung der Boxengasse zu Beginn einer Safety-Car-Phase wurde rückgängig gemacht. Piloten durften bei einem Einsatz des Safety-Cars also wieder jederzeit an die Box fahren, ohne eine Strafe zu riskieren. Grund dafür war die neue Standardelektronik, über die den Fahrern im Cockpit eine minimale Rundenzeit angezeigt wurde. Diese durften sie auf dem Weg in die Box nicht unterschreiten. Die Schließung der Box wurde 2007 eingeführt, weil viele Fahrer in der Safety-Car-Phase in die Box fuhren, da dann aufgrund des Geschwindigkeitslimits am wenigsten Zeit verloren ging. Dadurch war die Boxengasse regelmäßig überfüllt, wodurch das Unfallrisiko groß war.
Einer Regeländerung der FIA zufolge sollte nicht wie bisher der Fahrer mit den meisten Punkten, sondern derjenige mit den meisten Grand-Prix-Siegen am Saisonende Weltmeister werden. Nach viel Kritik – insbesondere seitens der Teamvereinigung FOTA – verschob die FIA die Einführung der neuen Regelung auf 2010; während der Saison wurde diese Änderung endgültig verworfen.

### Teams
Mercedes-Benz war neuer Motorenlieferant bei Force India und ersetzte somit die bisherigen Ferrari-Antriebseinheiten. Zusätzlich wurde das Team mit Getrieben und Hydraulikanlagen der McLaren-Gruppe ausgestattet.
Als Folge der globalen Finanz- und Wirtschaftskrise gab der Honda-Konzern am 5. Dezember 2008 den sofortigen Rückzug seines Formel-1-Teams aus der höchsten Motorsportklasse bekannt. Der bisherige Honda-Teamchef Ross Brawn übernahm im März 2009 das Team durch einen sogenannten Management-Buy-out, welches als Brawn GP Formula One Team an der Saison 2009 teilnahm.
Betroffen waren von der Krise auch andere Teams, unter anderem durch den Rückzug wichtiger Sponsoren. So stand offenbar das Williams-Team kurz vor der Zahlungsunfähigkeit. Diese wendete man jedoch mit Unterstützung von Formel-1-Promoter Bernie Ecclestone ab.

### Fahrer
David Coulthard erklärte am 3. Juli 2008 im Rahmen des Grand Prix von Großbritannien seinen Rücktritt aus der Formel 1. Seinen Platz bei Red Bull nahm der Deutsche Sebastian Vettel ein, der 2008 für das Schwesterteam Toro Rosso fuhr. Vettel wiederum wurde bei Toro Rosso durch den Schweizer Formel-1-Debütanten Sébastien Buemi ersetzt. Bei den vier Top-Teams McLaren, Ferrari, BMW-Sauber und Renault blieben die Fahrerpaarungen unverändert – ebenso wie bei Toyota, Williams und Force India. Auch beim ehemaligen Honda-Team saßen nach der Übernahme weiterhin Jenson Button und Formel-1-Rekordstarter Rubens Barrichello im Cockpit.
Vor dem Großen Preis von Ungarn wurde der französische Toro-Rosso-Pilot Sébastien Bourdais durch den Spanier Jaime Alguersuari ersetzt, der mit 19 Jahren zu diesem Zeitpunkt jüngster Fahrer in der Formel-1-Geschichte war.
Nachdem Felipe Massa beim Qualifikationstraining zum Großen Preis von Ungarn verunglückt war und sich dabei Verletzungen zugezogen hatte, erklärte sich Ex-Weltmeister Michael Schumacher bereit, für Massa einzuspringen. Er musste sein Comeback auf Zeit jedoch wegen starker Nackenschmerzen, die von einer Verletzung bei einem Motorradunfall herrühren, absagen. Deshalb wurde Massa vorerst durch den Test- und Ersatzfahrer von Ferrari, Luca Badoer, ersetzt. Da dieser jedoch nicht überzeugen konnte, wurde Giancarlo Fisichella für die verbleibenden fünf Rennen als Fahrer für Massas Auto verpflichtet. Fisichella gab gleichzeitig bekannt, seine aktive Karriere nach 2009 zu beenden und 2010 als Ersatzfahrer für Ferrari zu arbeiten. Das Cockpit des Italieners bei Force India übernahm Fisichellas Landsmann Vitantonio Liuzzi, der zuletzt 2007 bei der Scuderia Toro Rosso als Stammfahrer im Einsatz war.

## Teams und Fahrer

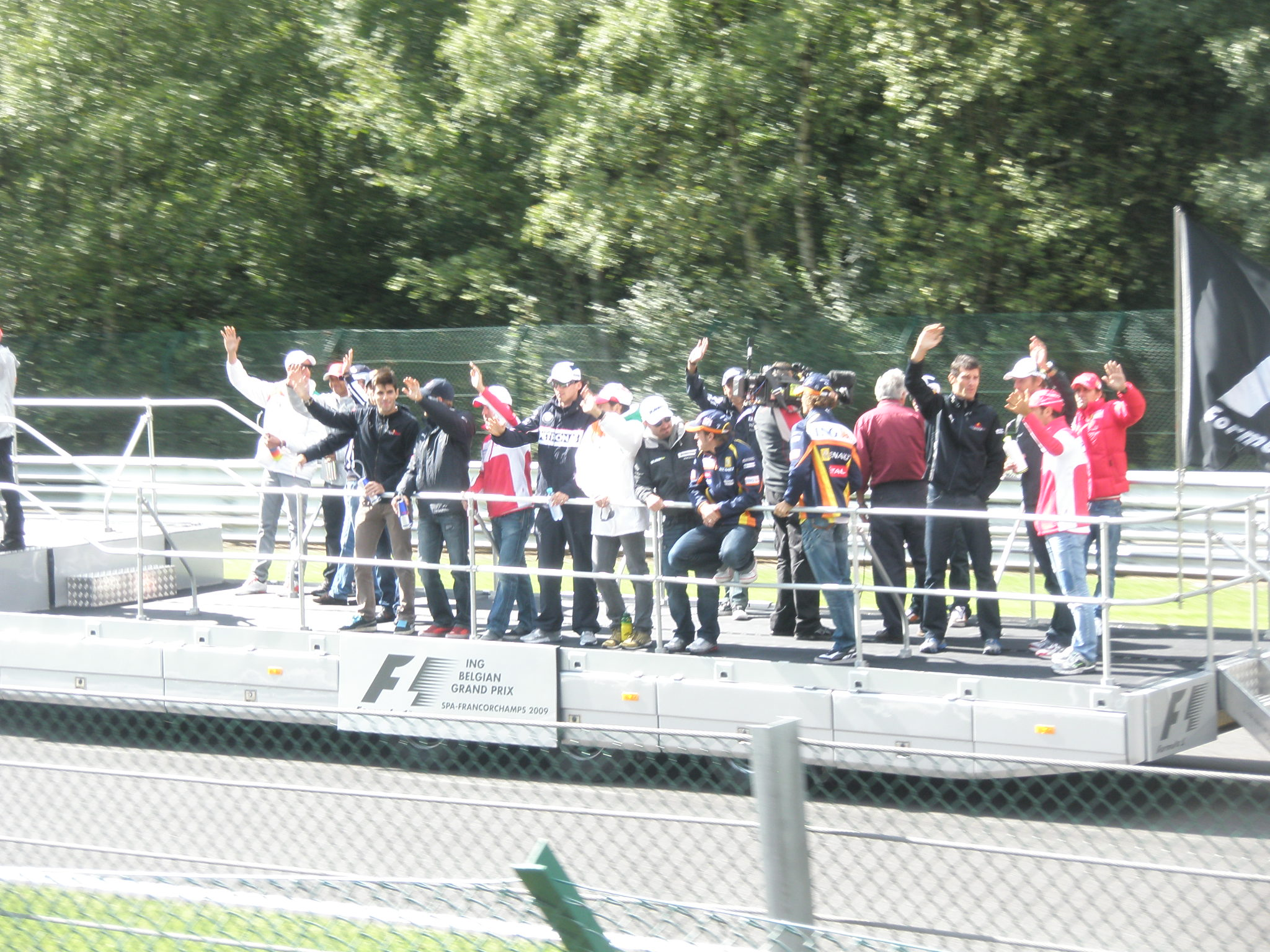
Formel-1-Fahrerparade in Spa 2009

| Bild              | Team                                | Chassis           | Motor                | Reifen | Nr. | Stammfahrer          | Rennen | Test-/Ersatzfahrer                                                                                    |
| ----------------- | ----------------------------------- | ----------------- | -------------------- | ------ | --- | -------------------- | ------ | --- |
| McLaren MP4-24    | Vodafone McLaren Mercedes           | McLaren MP4-24    | Mercedes-Benz 2.4 V8 | B      | 01  | Lewis Hamilton       | 1–17   | Gary Paffett Pedro de la Rosa Oliver Turvey                                                           |
| McLaren MP4-24    | Vodafone McLaren Mercedes           | McLaren MP4-24    | Mercedes-Benz 2.4 V8 | B      | 02  | Heikki Kovalainen    | 1–17   | Gary Paffett Pedro de la Rosa Oliver Turvey                                                           |
| Ferrari F60       | Scuderia Ferrari Marlboro           | Ferrari F60       | Ferrari 2.4 V8       | B      | 03  | Felipe Massa         | 1–10   | Luca Badoer Andrea Bertolini Jules Bianchi Marc Gené Pablo Sánchez López Daniel Zampieri Marco Zipoli |
| Ferrari F60       | Scuderia Ferrari Marlboro           | Ferrari F60       | Ferrari 2.4 V8       | B      | 03  | Luca Badoer          | 11, 12 | Luca Badoer Andrea Bertolini Jules Bianchi Marc Gené Pablo Sánchez López Daniel Zampieri Marco Zipoli |
| Ferrari F60       | Scuderia Ferrari Marlboro           | Ferrari F60       | Ferrari 2.4 V8       | B      | 03  | Giancarlo Fisichella | 13–17  | Luca Badoer Andrea Bertolini Jules Bianchi Marc Gené Pablo Sánchez López Daniel Zampieri Marco Zipoli |
| Ferrari F60       | Scuderia Ferrari Marlboro           | Ferrari F60       | Ferrari 2.4 V8       | B      | 04  | Kimi Räikkönen       | 1–17   | Luca Badoer Andrea Bertolini Jules Bianchi Marc Gené Pablo Sánchez López Daniel Zampieri Marco Zipoli |
| BMW-Sauber F1.09  | BMW Sauber F1 Team                  | BMW Sauber F1.09  | BMW 2.4 V8           | B      | 05  | Robert Kubica        | 1–17   | Bertrand Baguette Esteban Gutiérrez Christian Klien Alexander Rossi                                   |
| BMW-Sauber F1.09  | BMW Sauber F1 Team                  | BMW Sauber F1.09  | BMW 2.4 V8           | B      | 06  | Nick Heidfeld        | 1–17   | Bertrand Baguette Esteban Gutiérrez Christian Klien Alexander Rossi                                   |
| Renault R29       | ING Renault F1 Team Renault F1 Team | Renault R29       | Renault 2.4 V8       | B      | 07  | Fernando Alonso      | 1–17   | Bertrand Baguette Lucas di Grassi Romain Grosjean Ho-Pin Tung                                         |
| Renault R29       | ING Renault F1 Team Renault F1 Team | Renault R29       | Renault 2.4 V8       | B      | 08  | Nelson Piquet jr.    | 1–10   | Bertrand Baguette Lucas di Grassi Romain Grosjean Ho-Pin Tung                                         |
| Renault R29       | ING Renault F1 Team Renault F1 Team | Renault R29       | Renault 2.4 V8       | B      | 08  | Romain Grosjean      | 11–17  | Bertrand Baguette Lucas di Grassi Romain Grosjean Ho-Pin Tung                                         |
| Toyota TF109      | Panasonic Toyota Racing             | Toyota TF109      | Toyota 2.4 V8        | B      | 09  | Jarno Trulli         | 1–17   | Kamui Kobayashi                                                                                       |
| Toyota TF109      | Panasonic Toyota Racing             | Toyota TF109      | Toyota 2.4 V8        | B      | 10  | Timo Glock           | 1–15   | Kamui Kobayashi                                                                                       |
| Toyota TF109      | Panasonic Toyota Racing             | Toyota TF109      | Toyota 2.4 V8        | B      | 10  | Kamui Kobayashi      | 16, 17 | Kamui Kobayashi                                                                                       |
| Toro Rosso STR4   | Scuderia Toro Rosso                 | Toro Rosso STR4   | Ferrari 2.4 V8       | B      | 11  | Sébastien Bourdais   | 1–9    | Mirko Bortolotti Brendon Hartley                                                                      |
| Toro Rosso STR4   | Scuderia Toro Rosso                 | Toro Rosso STR4   | Ferrari 2.4 V8       | B      | 11  | Jaime Alguersuari    | 10–17  | Mirko Bortolotti Brendon Hartley                                                                      |
| Toro Rosso STR4   | Scuderia Toro Rosso                 | Toro Rosso STR4   | Ferrari 2.4 V8       | B      | 12  | Sébastien Buemi      | 1–17   | Mirko Bortolotti Brendon Hartley                                                                      |
| Red Bull RB5      | Red Bull Racing                     | Red Bull RB5      | Renault 2.4 V8       | B      | 14  | Mark Webber          | 1–17   | Jaime Alguersuari David Coulthard Brendon Hartley Daniel Ricciardo                                    |
| Red Bull RB5      | Red Bull Racing                     | Red Bull RB5      | Renault 2.4 V8       | B      | 15  | Sebastian Vettel     | 1–17   | Jaime Alguersuari David Coulthard Brendon Hartley Daniel Ricciardo                                    |
| Williams FW31     | AT&T Williams                       | Williams FW31     | Toyota 2.4 V8        | B      | 16  | Nico Rosberg         | 1–17   | Nico Hülkenberg Andy Souček                                                                           |
| Williams FW31     | AT&T Williams                       | Williams FW31     | Toyota 2.4 V8        | B      | 17  | Kazuki Nakajima      | 1–17   | Nico Hülkenberg Andy Souček                                                                           |
| Force India VJM02 | Force India F1 Team                 | Force India VJM02 | Mercedes-Benz 2.4 V8 | B      | 20  | Adrian Sutil         | 1–17   | J. R. Hildebrand Vitantonio Liuzzi Paul di Resta                                                      |
| Force India VJM02 | Force India F1 Team                 | Force India VJM02 | Mercedes-Benz 2.4 V8 | B      | 21  | Giancarlo Fisichella | 1–12   | J. R. Hildebrand Vitantonio Liuzzi Paul di Resta                                                      |
| Force India VJM02 | Force India F1 Team                 | Force India VJM02 | Mercedes-Benz 2.4 V8 | B      | 21  | Vitantonio Liuzzi    | 13–17  | J. R. Hildebrand Vitantonio Liuzzi Paul di Resta                                                      |
| Brawn BGP 001     | Brawn GP                            | Brawn BGP 001     | Mercedes-Benz 2.4 V8 | B      | 22  | Jenson Button        | 1–17   | Mike Conway Anthony Davidson Marcus Ericsson                                                          |
| Brawn BGP 001     | Brawn GP                            | Brawn BGP 001     | Mercedes-Benz 2.4 V8 | B      | 23  | Rubens Barrichello   | 1–17   | Mike Conway Anthony Davidson Marcus Ericsson                                                          |

Anmerkungen:
1. ↑  Die Startnummern 18 und 19 wurden wegen des Rückzugs des Honda-Teams nicht vergeben. Das Nachfolgeteam Brawn GP bekam als Neuling traditionell die letzten Startnummern, das Team Force India rückte aus Marketinggründen nicht auf.
2. 1 2 3 4 5 6 7 8 9 10 11 12 13 14 15 16 17 18 19 20 21  Dieser Fahrer nahm an den als Young Driver Days bezeichneten Testtagen für diesen Rennstall teil.
3. ↑  Michael Schumacher sollte ab dem Großen Preis von Europa das Cockpit des verletzten Felipe Massa bis zu dessen Genesung übernehmen, musste aufgrund von gesundheitlichen Problemen allerdings absagen.
4. ↑  Die ING Groep beendete ihr Sponsoring vor dem Großen Preis von Singapur. Das Team trat anschließend ohne den Namenszusatz ING an.
5. ↑  Die Honda Motor Company gab im Dezember 2008 den sofortigen Rückzug ihres Honda-Racing-F1-Teams aus der Formel 1 bekannt, die bereits erfolgte Einschreibung bei der FIA für die Saison 2009 blieb aber bestehen. Das Team wurde durch Management-Buy-out vom ehemaligen Honda-Teamchef Ross Brawn übernommen.

## Präsentationen
| Team        | Chassis | Datum       | Ort                |
| ----------- | ------- | ----------- | ------------------ |
| Ferrari     | F60     | 12. Januar  | Mugello, Italien   |
| Toyota      | TF109   | 15. Januar  | Köln, Deutschland  |
| McLaren     | MP4-24  | 16. Januar  | Woking, England    |
| Renault     | R29     | 19. Januar  | Portimão, Portugal |
| Williams    | FW31    | 19. Januar  | Portimão, Portugal |
| BMW Sauber  | F1.09   | 20. Januar  | Valencia, Spanien  |
| Red Bull    | RB5     | 09. Februar | Jerez, Spanien     |
| Force India | VJM02   | 01. März    | Jerez, Spanien     |
| Brawn       | BGP 001 | —1          | —                  |
| Toro Rosso  | STR4    | 09. März    | Barcelona, Spanien |

1 Brawn verzichtete auf eine offizielle Präsentation. Der BGP 001 wurde am 6. März erstmals der Öffentlichkeit gezeigt.

## Rennkalender
| Nr. | Datum         | Grand Prix (Strecke)           | Distanz (km) | Sieger                              | Zweiter                                     | Dritter                             | Pole- Position                              | Schnellste Rennrunde                | Gesamtführender Fahrer | Gesamtführender Konstrukteur |
| --- | ------------- | ------------------------------ | ------------ | ----------------------------------- | ------------------------------------------- | ----------------------------------- | ------------------------------------------- | ----------------------------------- | ---------------------- | ---------------------------- |
| 01  | 29. März      | Australien (Melbourne)         | 307,574      | Jenson Button (Brawn-Mercedes)      | Rubens Barrichello (Brawn-Mercedes)         | Jarno Trulli (Toyota)               | Jenson Button (Brawn-Mercedes)              | Nico Rosberg (Williams-Toyota)      | Jenson Button          | Brawn-Mercedes               |
| 02  | 5. April      | Malaysia (Sepang)              | 171,833      | Jenson Button (Brawn-Mercedes)      | Nick Heidfeld (BMW Sauber)                  | Timo Glock (Toyota)                 | Jenson Button (Brawn-Mercedes)              | Jenson Button (Brawn-Mercedes)      | Jenson Button          | Brawn-Mercedes               |
| 03  | 19. April     | Volksrepublik China (Shanghai) | 305,066      | Sebastian Vettel (Red Bull-Renault) | Mark Webber (Red Bull-Renault)              | Jenson Button (Brawn-Mercedes)      | Sebastian Vettel (Red Bull-Renault)         | Rubens Barrichello (Brawn-Mercedes) | Jenson Button          | Brawn-Mercedes               |
| 04  | 26. April     | Bahrain (as-Sachir)            | 308,238      | Jenson Button (Brawn-Mercedes)      | Sebastian Vettel (Red Bull-Renault)         | Jarno Trulli (Toyota)               | Jarno Trulli (Toyota)                       | Jarno Trulli (Toyota)               | Jenson Button          | Brawn-Mercedes               |
| 05  | 10. Mai       | Spanien (Montmeló)             | 307,104      | Jenson Button (Brawn-Mercedes)      | Rubens Barrichello (Brawn-Mercedes)         | Mark Webber (Red Bull-Renault)      | Jenson Button (Brawn-Mercedes)              | Rubens Barrichello (Brawn-Mercedes) | Jenson Button          | Brawn-Mercedes               |
| 06  | 24. Mai       | Monaco (Monte Carlo)           | 260,520      | Jenson Button (Brawn-Mercedes)      | Rubens Barrichello (Brawn-Mercedes)         | Kimi Räikkönen (Ferrari)            | Jenson Button (Brawn-Mercedes)              | Felipe Massa (Ferrari)              | Jenson Button          | Brawn-Mercedes               |
| 07  | 7. Juni       | Türkei Istanbul                | 309,396      | Jenson Button (Brawn-Mercedes)      | Mark Webber (Red Bull-Renault)              | Sebastian Vettel (Red Bull-Renault) | Sebastian Vettel (Red Bull-Renault)         | Jenson Button (Brawn-Mercedes)      | Jenson Button          | Brawn-Mercedes               |
| 08  | 21. Juni      | Großbritannien (Silverstone)   | 308,355      | Sebastian Vettel (Red Bull-Renault) | Mark Webber (Red Bull-Renault)              | Rubens Barrichello (Brawn-Mercedes) | Sebastian Vettel (Red Bull-Renault)         | Sebastian Vettel (Red Bull-Renault) | Jenson Button          | Brawn-Mercedes               |
| 09  | 12. Juli      | Deutschland (Nürburg)          | 308,863      | Mark Webber (Red Bull-Renault)      | Sebastian Vettel (Red Bull-Renault)         | Felipe Massa (Ferrari)              | Mark Webber (Red Bull-Renault)              | Fernando Alonso (Renault)           | Jenson Button          | Brawn-Mercedes               |
| 10  | 26. Juli      | Ungarn (Mogyoród)              | 306,663      | Lewis Hamilton (McLaren-Mercedes)   | Kimi Räikkönen (Ferrari)                    | Mark Webber (Red Bull-Renault)      | Fernando Alonso (Renault)                   | Mark Webber (Red Bull-Renault)      | Jenson Button          | Brawn-Mercedes               |
| 11  | 23. August    | Europa (Valencia)              | 308,883      | Rubens Barrichello (Brawn-Mercedes) | Lewis Hamilton (McLaren-Mercedes)           | Kimi Räikkönen (Ferrari)            | Lewis Hamilton (McLaren-Mercedes)           | Timo Glock (Toyota)                 | Jenson Button          | Brawn-Mercedes               |
| 12  | 30. August    | Belgien (Spa-Francorchamps)    | 308,052      | Kimi Räikkönen (Ferrari)            | Giancarlo Fisichella (Force India-Mercedes) | Sebastian Vettel (Red Bull-Renault) | Giancarlo Fisichella (Force India-Mercedes) | Sebastian Vettel (Red Bull-Renault) | Jenson Button          | Brawn-Mercedes               |
| 13  | 13. September | Italien (Monza)                | 306,720      | Rubens Barrichello (Brawn-Mercedes) | Jenson Button (Brawn-Mercedes)              | Kimi Räikkönen (Ferrari)            | Lewis Hamilton (McLaren-Mercedes)           | Adrian Sutil (Force India-Mercedes) | Jenson Button          | Brawn-Mercedes               |
| 14  | 27. September | Singapur (Singapur)            | 308,950      | Lewis Hamilton (McLaren-Mercedes)   | Timo Glock (Toyota)                         | Fernando Alonso (Renault)           | Lewis Hamilton (McLaren-Mercedes)           | Fernando Alonso (Renault)           | Jenson Button          | Brawn-Mercedes               |
| 15  | 4. Oktober    | Japan (Suzuka)                 | 307,573      | Sebastian Vettel (Red Bull-Renault) | Jarno Trulli (Toyota)                       | Lewis Hamilton (McLaren-Mercedes)   | Sebastian Vettel (Red Bull-Renault)         | Mark Webber (Red Bull-Renault)      | Jenson Button          | Brawn-Mercedes               |
| 16  | 18. Oktober   | Brasilien (Interlagos)         | 305,909      | Mark Webber (Red Bull-Renault)      | Robert Kubica (BMW Sauber)                  | Lewis Hamilton (McLaren-Mercedes)   | Rubens Barrichello (Brawn-Mercedes)         | Mark Webber (Red Bull-Renault)      | Jenson Button          | Brawn-Mercedes               |
| 17  | 1. November   | Abu Dhabi (Yas-Insel)          | 305,470      | Sebastian Vettel (Red Bull-Renault) | Mark Webber (Red Bull-Renault)              | Jenson Button (Brawn-Mercedes)      | Lewis Hamilton (McLaren-Mercedes)           | Sebastian Vettel (Red Bull-Renault) | Jenson Button          | Brawn-Mercedes               |

## Rennberichte

### Großer Preis von Australien
| Platz | Fahrer             | Team            | Zeit        |
| ----- | ------------------ | --------------- | ----------- |
| 1     | Jenson Button      | Brawn-Mercedes  | 1:34:15,784 |
| 2     | Rubens Barrichello | Brawn-Mercedes  | + 0,807     |
| 3     | Jarno Trulli       | Toyota          | + 1,604     |
| PP    | Jenson Button      | Brawn-Mercedes  | 1:26,202    |
| SR    | Nico Rosberg       | Williams-Toyota | 1:27,706    |

Der Große Preis von Australien auf dem Albert Park Circuit in Melbourne fand am 29. März 2009 statt und ging über eine Distanz von 58 Runden à 5,303 km, was einer Gesamtdistanz von 307,574 km entspricht.
Die Qualifikation dominierten zunächst die Boliden des neuen Brawn-Teams. Jenson Button sicherte sich die Pole-Position in 1:26.202 Minuten vor Rubens Barrichello. Auch im Rennen setzten sie diese Leistung fort und feierten einen Doppelsieg – der zweite Platz von Barrichello wurde allerdings durch den Ausfall von Sebastian Vettel (Red Bull) und Robert Kubica (BMW-Sauber) begünstigt. Platz drei erreichte Jarno Trulli (Toyota); eine nach Rennschluss auferlegte 25-Sekunden-Zeitstrafe wegen Überholens während der Safety-Car-Phase kurz vor Rennende wurde später wieder zurückgenommen. Der von Platz 18 gestartete Weltmeister Lewis Hamilton, der zunächst den dritten Platz geerbt hatte, wurde nachträglich wegen vorsätzlicher Täuschung disqualifiziert. Er fuhr in der Safety-Car-Phase zunächst an dem leicht von der Strecke abgekommenen Trulli vorbei und ließ diesen dann wieder passieren. Dies war der Anlass für die 25-Sekunden-Zeitstrafe. Hamilton verschwieg jedoch vor der Rennkommission seinen eigenen Überholvorgang. Sébastian Buemi, der erste Schweizer Grand-Prix-Starter in der Formel 1 seit 1995, belegte in seinem Debütrennen den siebten Platz und holte damit gleich zwei WM-Punkte. Die schnellste Rennrunde fuhr Nico Rosberg in 1:27,706 Minuten.
Sebastian Vettel war drei Runden vor Rennende auf zweiter Position liegend mit Robert Kubica kollidiert, wodurch beide aus dem Rennen ausschieden. Die Rennkommissare kamen zu der Überzeugung, dass Vettel Verursacher des Unfalls sei, und erlegten ihm eine Rückversetzung um zehn Startplätze für den nächsten Grand Prix auf. Red Bull wurde zusätzlich mit einer Geldstrafe von 50.000 US-Dollar belegt, da es seinen Fahrer nach dem Unfall mit Kubica nicht angewiesen hatte, seinen stark beschädigten Wagen abzustellen, und damit eine Gefährdung anderer in Kauf nahm.

### Großer Preis von Malaysia
| Platz | Fahrer        | Team           | Zeit        |
| ----- | ------------- | -------------- | ----------- |
| 1     | Jenson Button | Brawn-Mercedes | 0:55:30,622 |
| 2     | Nick Heidfeld | BMW Sauber     | + 22,722    |
| 3     | Timo Glock    | Toyota         | + 23,513    |
| PP    | Jenson Button | Brawn-Mercedes | 1:35,181    |
| SR    | Jenson Button | Brawn-Mercedes | 1:36,641    |

Der Große Preis von Malaysia auf dem Sepang International Circuit in Sepang fand am 5. April 2009 statt und ging über eine Distanz von 31 Runden à 5,543 km, was einer Gesamtdistanz von 171,833 km entspricht.
Die Pole-Position in Sepang sicherte sich Jenson Button (Brawn) in 1:35,181 Minuten vor Jarno Trulli im Toyota. Rubens Barrichello (ebenfalls Brawn) wurde wegen Getriebewechsels um fünf Plätze von vier auf neun strafversetzt. Der große Gewinner beim Start war Nico Rosberg (Williams), der durch die Strafversetzung von Vettel und Barrichello auf Position vier in der Startaufstellung vorgerückt war. Er überholte vor der ersten Kurve Trulli, Glock (beide Toyota) und Button, und ging damit in Führung. Robert Kubica (BMW-Sauber) blieb am Start wegen Motorproblemen zunächst stehen und musste dem Feld hinterherfahren, bevor er ganz ausfiel. Im Laufe des Rennens verdichtete sich die Bewölkung, bis es allmählich zu regnen begann. Einige Piloten wechselten gleich auf Regenreifen, was sich zunächst als falsche Entscheidung entpuppte, da der Regen zu Beginn noch nicht sehr stark war. Timo Glock war als einer der wenigen auf Intermediates gewechselt und war damit der schnellste Mann auf der Strecke. In Runde 32 fing es sehr stark zu regnen an, sodass fast alle Fahrer nun auf Regenreifen wechselten – auch die, die noch kurz zuvor von Regenreifen auf Intermediates zurückgewechselt hatten und somit nun einen zusätzlichen Stopp einlegen mussten. Bei immer stärker werdendem Regen schickte die Rennleitung zunächst das Safety Car auf die Strecke. Nachdem sich aber einige Piloten trotz des verminderten Tempos wegen Aquaplanings von der Strecke gedreht hatten, wurde das Rennen mit der roten Flagge zunächst unterbrochen und das Feld hinter der Red Flag Line angehalten. Nach einiger Wartezeit entschied man jedoch, das Rennen nicht wieder zu starten. Da zu diesem Zeitpunkt noch keine 75 Prozent der vorgesehenen Renndistanz absolviert worden waren, bekamen die in den Punkterängen platzierten Fahrer jeweils nur die halbe Punktezahl. Button gewann letztendlich vor Heidfeld und Glock und fuhr auch die schnellste Rennrunde (1:36,641 Minuten).

### Großer Preis von China
| Platz | Fahrer             | Team             | Zeit        |
| ----- | ------------------ | ---------------- | ----------- |
| 1     | Sebastian Vettel   | Red Bull-Renault | 1:57:43,485 |
| 2     | Mark Webber        | Red Bull-Renault | + 10,970    |
| 3     | Jenson Button      | Brawn-Mercedes   | + 44,975    |
| PP    | Sebastian Vettel   | Red Bull-Renault | 1:36,184    |
| SR    | Rubens Barrichello | Brawn-Mercedes   | 1:52,592    |

Der Große Preis von China auf dem Shanghai International Circuit fand am 19. April 2009 statt und ging über eine Distanz von 56 Runden à 5,451 km, was einer Gesamtdistanz von 305,066 km entspricht.
In der Qualifikation gelang Sebastian Vettel im Red Bull in 1:36.184 Minuten die zweite Pole-Position seiner Karriere. Hinter ihm starteten Fernando Alonso im Renault vor Mark Webber (ebenfalls Red Bull). Das Rennen begann hinter dem Safety Car, weil es in den Stunden vor dem Rennen sehr stark geregnet hatte. Nach sechs Runden wurde das Rennen freigegeben, das nun beide Red Bull-Autos nach einem frühen Boxenstopp von Alonso anführten. Eine weitere Safety-Car-Phase ab Runde 18, die durch einen Unfall zwischen Jarno Trulli (Toyota) und Robert Kubica (BMW-Sauber) ausgelöst worden war, spielte den zu Beginn des Rennens leicht betankten Red Bull in die Karten. Vettel konnte seine Führung im weiteren Verlauf immer weiter ausbauen und gewann am Ende unangefochten vor seinem Teamkollegen Webber, der WM-Spitzenreiter Jenson Button (Brawn) im Kampf um Platz zwei niederringen konnte. Die schnellste Rennrunde drehte der viertplatzierte Rubens Barrichello in 1:52.592 Minuten.

### Großer Preis von Bahrain
| Platz | Fahrer           | Team             | Zeit        |
| ----- | ---------------- | ---------------- | ----------- |
| 1     | Jenson Button    | Brawn-Mercedes   | 1:31:48,182 |
| 2     | Sebastian Vettel | Red Bull-Renault | + 7,187     |
| 3     | Jarno Trulli     | Toyota           | + 9,170     |
| PP    | Jarno Trulli     | Toyota           | 1:33,431    |
| SR    | Jarno Trulli     | Toyota           | 1:34,556    |

Der Große Preis von Bahrain auf dem Bahrain International Circuit fand am 26. April 2009 statt und ging über eine Distanz von 57 Runden à 5,412 km, was einer Gesamtdistanz von 308,238 km entspricht.
Jarno Trulli (Toyota) sicherte sich die Pole-Position mit einer Zeit von 1:33,431 Minuten. Trullis Teamkollege Timo Glock kam auf Position 2 (+ 0,281), Sebastian Vettel (+ 0,584) erreichte Platz 3.

### Großer Preis von Spanien
| Platz | Fahrer             | Team             | Zeit        |
| ----- | ------------------ | ---------------- | ----------- |
| 1     | Jenson Button      | Brawn-Mercedes   | 1:37:19,202 |
| 2     | Rubens Barrichello | Brawn-Mercedes   | + 13,056    |
| 3     | Mark Webber        | Red Bull-Renault | + 13,924    |
| PP    | Jenson Button      | Brawn-Mercedes   | 1:20,527    |
| SR    | Rubens Barrichello | Brawn-Mercedes   | 1:22,762    |

Der Große Preis von Spanien auf dem Circuit de Catalunya fand am 10. Mai 2009 statt und ging über eine Distanz von 66 Runden à 4,655 km, was einer Gesamtdistanz von 307,104 km entspricht.

### Großer Preis von Monaco
| Platz | Fahrer             | Team           | Zeit        |
| ----- | ------------------ | -------------- | ----------- |
| 1     | Jenson Button      | Brawn-Mercedes | 1:40:44,282 |
| 2     | Rubens Barrichello | Brawn-Mercedes | + 7,666     |
| 3     | Kimi Räikkönen     | Ferrari        | + 13,442    |
| PP    | Jenson Button      | Brawn-Mercedes | 1:14,902    |
| SR    | Felipe Massa       | Ferrari        | 1:15,154    |

Der Große Preis von Monaco auf dem Circuit de Monaco fand am 24. Mai 2009 statt und ging über eine Distanz von 78 Runden à 3,340 km, was einer Gesamtdistanz von 260,520 km entspricht.

### Großer Preis der Türkei
| Platz | Fahrer           | Team             | Zeit        |
| ----- | ---------------- | ---------------- | ----------- |
| 1     | Jenson Button    | Brawn-Mercedes   | 1:26:24,848 |
| 2     | Mark Webber      | Red Bull-Renault | + 6,714     |
| 3     | Sebastian Vettel | Red Bull-Renault | + 7,461     |
| PP    | Sebastian Vettel | Red Bull-Renault | 1:28,316    |
| SR    | Jenson Button    | Brawn-Mercedes   | 1:27,579    |

Der Große Preis der Türkei auf dem Istanbul Park Circuit fand am 7. Juni 2009 statt und ging über eine Distanz von 58 Runden à 5,338 km, was einer Gesamtdistanz von 309,396 km entspricht.

### Großer Preis von Großbritannien
| Platz | Fahrer             | Team             | Zeit        |
| ----- | ------------------ | ---------------- | ----------- |
| 1     | Sebastian Vettel   | Red Bull-Renault | 1:22:49,328 |
| 2     | Mark Webber        | Red Bull-Renault | + 15,188    |
| 3     | Rubens Barrichello | Brawn-Mercedes   | + 41,175    |
| PP    | Sebastian Vettel   | Red Bull-Renault | 1:19,509    |
| SR    | Sebastian Vettel   | Red Bull-Renault | 1:20,735    |

Der Große Preis von Großbritannien auf dem Silverstone Circuit fand am 21. Juni 2009 statt und ging über eine Distanz von 60 Runden à 5,141 km, was einer Gesamtdistanz von 308,355 km entspricht. Sebastian Vettel feierte ein überragendes Wochenende. Mit dem mit Abstand schnellsten Auto fuhr er auf die Pole-Position, fuhr die schnellste Rennrunde und führte unangefochten das Rennen an. Die Lokalmatadoren Lewis Hamilton und Jenson Button mussten Niederlagen einstecken. Hamilton startete nach einem schlechten Qualifying nur von Rang 19, Button hatte das ganz Wochenende Probleme mit den Reifen und verpasste mit Rang sechs zum ersten Mal das Podest. Einzige Ausfälle des Rennens waren Heikki Kovalainen und Sébastien Bourdais, die miteinander kollidierten.

### Großer Preis von Deutschland
| Platz | Fahrer           | Team             | Zeit        |
| ----- | ---------------- | ---------------- | ----------- |
| 1     | Mark Webber      | Red Bull-Renault | 1:36:43,310 |
| 2     | Sebastian Vettel | Red Bull-Renault | + 9,252     |
| 3     | Felipe Massa     | Ferrari          | + 15,906    |
| PP    | Mark Webber      | Red Bull-Renault | 1:32,230    |
| SR    | Fernando Alonso  | Renault          | 1:33,365    |

Der Große Preis von Deutschland auf dem Nürburgring fand am 12. Juli 2009 statt und ging über eine Distanz von 60 Runden à 5,148 km, was einer Gesamtdistanz von 308,863 km entspricht. Mark Webber konnte den ersten Grand-Prix-Sieg seiner Karriere einfahren.

### Großer Preis von Ungarn
| Platz | Fahrer          | Team             | Zeit        |
| ----- | --------------- | ---------------- | ----------- |
| 1     | Lewis Hamilton  | McLaren-Mercedes | 1:38:23,876 |
| 2     | Kimi Räikkönen  | Ferrari          | + 11,529    |
| 3     | Mark Webber     | Red Bull-Renault | + 16,886    |
| PP    | Fernando Alonso | Renault          | 1:21,569    |
| SR    | Mark Webber     | Red Bull-Renault | 1:21,931    |

Der Große Preis von Ungarn auf dem Hungaroring fand am 26. Juli 2009 statt und ging über eine Distanz von 70 Runden à 4,381 km, was einer Gesamtdistanz von 306,663 km entspricht. Mark Webber errang die erste schnellste Rennrunde seiner Karriere.
Das Qualifying wurde von einem schweren Unfall von Felipe Massa überschattet. Ihm war bei rund 240 km/h eine Feder des dritten Dämpferelements des Brawn GP von Rubens Barrichello gegen den Helm geprallt. Massa erlitt eine Gehirnerschütterung und eine tiefe Schnittwunde an der Stirn und fiel für den Rest der Saison aus.

### Großer Preis von Europa
| Platz | Fahrer             | Team             | Zeit        |
| ----- | ------------------ | ---------------- | ----------- |
| 1     | Rubens Barrichello | Brawn-Mercedes   | 1:35:51,289 |
| 2     | Lewis Hamilton     | McLaren-Mercedes | + 2,358     |
| 3     | Kimi Räikkönen     | Ferrari          | + 15,994    |
| PP    | Lewis Hamilton     | McLaren-Mercedes | 1:39,498    |
| SR    | Timo Glock         | Toyota           | 1:38,683    |

Der Große Preis von Europa auf dem Valencia Street Circuit fand am 23. August 2009 statt und ging über eine Distanz von 57 Runden à 5,419 km, was einer Gesamtdistanz von 308,883 km entspricht.
Die Pole-Position sicherte sich Lewis Hamilton mit einer Zeit von 1:39,498 Minuten vor seinem Teamkollegen Heikki Kovalainen und dem Brawn-Piloten Rubens Barrichello. Nach dem Start sah zunächst alles nach einem Doppelsieg für die McLaren-Piloten aus, doch Barrichello gelang es, Kovalainen beim ersten Boxenstopp zu überholen. Sebastian Vettel fiel in der 24. Runde aufgrund eines Motorschadens aus. Im Verlauf des Rennens hielt sich Barrichello stets ungefähr vier Sekunden hinter Hamilton und es lief zwischen den beiden zunehmend auf ein Duell um den Sieg hinaus. Hamilton kam jedoch wegen eines Kommunikationsfehlers mit seiner Box eine Runde zu früh zu seinem zweiten Tankstopp, sodass die Reifen noch nicht bereitlagen. Das kostete den Engländer rund fünf Sekunden, die Barrichello nun zur Führung verhalfen. Aufgrund der veränderten Ausgangslage zog der Brasilianer seinen eigenen Stopp vor und blieb auch danach bis ins Ziel vor Hamilton. McLaren-Verantwortliche äußerten nach dem Rennen Zweifel darüber, ob der verpatzte Boxenhalt Hamilton den Sieg gekostet habe. Demnach wäre Barrichello ohne das Missgeschick seines Gegners länger draußen geblieben und hätte sich so den nötigen Vorsprung verschafft. Dritter wurde Kimi Räikkönen, der Heikki Kovalainen während des zweiten Boxenstopps überholt hatte.

### Großer Preis von Belgien
| Platz | Fahrer               | Team                 | Zeit        |
| ----- | -------------------- | -------------------- | ----------- |
| 1     | Kimi Räikkönen       | Ferrari              | 1:23:50,995 |
| 2     | Giancarlo Fisichella | Force India-Mercedes | + 0,939     |
| 3     | Sebastian Vettel     | Red Bull-Renault     | + 3,875     |
| PP    | Giancarlo Fisichella | Force India-Mercedes | 1:46,308    |
| SR    | Sebastian Vettel     | Red Bull-Renault     | 1:47,263    |

Der Große Preis von Belgien auf dem Circuit de Spa-Francorchamps fand am 30. August 2009 statt und ging über eine Distanz von 44 Runden à 7,004 km, was einer Gesamtdistanz von 308,052 km entspricht. 
Giancarlo Fisichella errang die ersten Punkte und die erste Pole-Position für Force India.

### Großer Preis von Italien
| Platz | Fahrer             | Team                 | Zeit        |
| ----- | ------------------ | -------------------- | ----------- |
| 1     | Rubens Barrichello | Brawn-Mercedes       | 1:16:21,706 |
| 2     | Jenson Button      | Brawn-Mercedes       | + 2,866     |
| 3     | Kimi Räikkönen     | Ferrari              | + 30,664    |
| PP    | Lewis Hamilton     | McLaren-Mercedes     | 1:24,066    |
| SR    | Adrian Sutil       | Force India-Mercedes | 1:24,739    |

Der Große Preis von Italien auf dem Autodromo Nazionale Monza fand am 13. September 2009 statt und ging über eine Distanz von 53 Runden à 5,793 km, was einer Gesamtdistanz von 306,720 km entspricht.
Giancarlo Fisichella ersetzte den erfolglosen Luca Badoer bei Ferrari

### Großer Preis von Singapur
| Platz | Fahrer          | Team             | Zeit        |
| ----- | --------------- | ---------------- | ----------- |
| 1     | Lewis Hamilton  | McLaren-Mercedes | 1:56:06,337 |
| 2     | Timo Glock      | Toyota           | + 9,634     |
| 3     | Fernando Alonso | Renault          | + 16,624    |
| PP    | Lewis Hamilton  | McLaren-Mercedes | 1:47,891    |
| SR    | Fernando Alonso | Renault          | 1:48,240    |

Der Große Preis von Singapur auf dem Marina Bay Street Circuit fand am 27. September 2009 statt und ging über eine Distanz von 61 Runden à 5,067 km, was einer Gesamtdistanz von 309,087 km entspricht. Das zweite Nachtrennen der Formel-1-Geschichte wurde mit Lewis Hamilton und Sebastian Vettel aus der ersten Reihe gestartet. Allerdings konnte Nico Rosberg noch vor der ersten Kurve den von der schmutzigen Seite gestarteten Vettel überholen und den Platz hinter Hamilton einnehmen. Wie im letzten Jahr hatte Rosberg kein Glück: Weil er zu schnell aus der Box fuhr, rutschte er über die weiße Linie und erhielt eine Durchfahrtsstrafe. Da Adrian Sutil und Nick Heidfeld kollidiert waren, kam das Safety Car fast im selben Moment auf die Strecke. Rosberg konnte dadurch erst nach der Safety-Car-Phase an die Box und fiel zurück. Fernando Alonso konnte wie im Vorjahr von der Safety-Car-Phase profitieren und rückte in die Punkteränge vor. Bei seinem letzten Boxenstopp wurde Vettel dann wegen zu hoher Geschwindigkeit in der Box ebenfalls mit einer Durchfahrts-Strafe belegt und fiel von Rang zwei auf den vierten Rang zurück. Auch beim zweiten Red Bull-Piloten Mark Webber lief es nicht optimal: Zehn Runden vor Schluss explodierte die Bremsscheibe vorne rechts, sodass Webber ausschied. Zur Sicherheit holte Toro Rosso beide Fahrzeuge in die Box, um ähnliche Abflüge zu vermeiden. Nach fast zwei Stunden Rennzeit wurde Hamilton dann vor Timo Glock und Alonso als Sieger abgewinkt. Jenson Button freute sich mit Platz fünf über wichtige WM-Punkte, platzierte er sich doch einen Rang hinter Vettel und einen vor seinem Teamkollegen Rubens Barrichello.

### Großer Preis von Japan
| Platz | Fahrer           | Team             | Zeit        |
| ----- | ---------------- | ---------------- | ----------- |
| 1     | Sebastian Vettel | Red Bull-Renault | 1:28:20,443 |
| 2     | Jarno Trulli     | Toyota           | + 4,877     |
| 3     | Lewis Hamilton   | McLaren-Mercedes | + 6,472     |
| PP    | Sebastian Vettel | Red Bull-Renault | 1:32,160    |
| SR    | Mark Webber      | Red Bull-Renault | 1:32,569    |

Der Große Preis von Japan auf dem Suzuka International Racing Course fand am 4. Oktober 2009 statt und ging über eine Distanz von 53 Runden à 5,807 km, also insgesamt 307,573 km. Red-Bull-Pilot Sebastian Vettel konnte sich schnell vom Rest des Feldes absetzen. Dahinter kämpften Jarno Trulli und Lewis Hamilton lange um den zweiten Rang. Der Zweikampf wurde erst nach den Boxenstopps entschieden, da Trulli wenige Runden länger fahren konnte, um so Hamilton zu überholen. Im hinteren Feld kam es zu einigem Gerangel. Heikki Kovalainen kollidierte beispielsweise mit Adrian Sutil als dieser zu überholen versuchte. Spannend wurde das Rennen nochmal, als ein Unfall von Jaime Alguersuari kurz vor Schluss ausgangs der 130R-Kurve eine Safety Car-Phase zur Folge hatte. Vettel konnte trotzdem souverän das Rennen für sich vor Trulli und Hamilton entscheiden. Die Brawn-GP Piloten Jenson Button und Rubens Barrichello wurden nur Siebter und Achter. Beide wurden nach dem chaotischen Qualifying um einige Startplätze zurückgesetzt, weil sie unter gelber Flagge zu schnelle Sektorenzeiten fuhren, um eine gute Runde zu fahren. Timo Glock konnte aufgrund eines Unfalls in der Qualifikation nicht starten, sodass nur 19 Autos an den Start gingen.

### Großer Preis von Brasilien
| Platz | Fahrer             | Team             | Zeit        |
| ----- | ------------------ | ---------------- | ----------- |
| 1     | Mark Webber        | Red Bull-Renault | 1:32:23,081 |
| 2     | Robert Kubica      | BMW Sauber       | + 7,626     |
| 3     | Lewis Hamilton     | McLaren-Mercedes | + 18,944    |
| PP    | Rubens Barrichello | Brawn-Mercedes   | 1:19,576    |
| SR    | Mark Webber        | Red Bull-Renault | 1:13,733    |

Der Große Preis von Brasilien fand am 18. Oktober 2009 auf dem Autódromo José Carlos Pace statt und ging über eine Distanz von 71 Runden à 4,309 km, also insgesamt 305,909 km.
Jenson Button reichte ein fünfter Platz, um vorzeitig Formel-1-Weltmeister zu werden. Zudem sicherte sich Brawn GP den Konstrukteurstitel.

### Großer Preis von Abu Dhabi
| Platz | Fahrer           | Team             | Zeit        |
| ----- | ---------------- | ---------------- | ----------- |
| 1     | Sebastian Vettel | Red Bull-Renault | 1:34:03,414 |
| 2     | Mark Webber      | Red Bull-Renault | + 17,857    |
| 3     | Jenson Button    | Brawn-Mercedes   | + 18,467    |
| PP    | Lewis Hamilton   | McLaren-Mercedes | 1:40,948    |
| SR    | Sebastian Vettel | Red Bull-Renault | 1:40,279    |

Der Große Preis von Abu Dhabi fand am 1. November 2009 auf dem Yas Marina Circuit statt und ging über eine Distanz von 55 Runden à 5,554 km, also insgesamt 305,470 km.

## Qualifyingduelle
Diese Tabelle zeigt, welche Fahrer im jeweiligen Team die besseren Platzierungen im Qualifying erreicht haben.
| Fahrer               | :                | Fahrer            |
| McLaren-Mercedes     | McLaren-Mercedes | McLaren-Mercedes  |
| -------------------- | ---------------- | ----------------- |
| Lewis Hamilton       | 12:5             | Heikki Kovalainen |
| Ferrari              |                  |                   |
| Felipe Massa         | 4:6              | Kimi Räikkönen    |
| Luca Badoer          | 0:2              | Kimi Räikkönen    |
| Giancarlo Fisichella | 0:5              | Kimi Räikkönen    |
| BMW Sauber           |                  |                   |
| Robert Kubica        | 11:6             | Nick Heidfeld     |
| Renault              |                  |                   |
| Fernando Alonso      | 9:1              | Nelson Piquet jr. |
| Fernando Alonso      | 7:0              | Romain Grosjean   |
| Toyota               |                  |                   |
| Jarno Trulli         | 11:4             | Timo Glock        |
| Jarno Trulli         | 2:0              | Kamui Kobayashi   |

| Fahrer               | :                  | Fahrer               |
| Toro Rosso-Ferrari   | Toro Rosso-Ferrari | Toro Rosso-Ferrari   |
| -------------------- | ------------------ | -------------------- |
| Sébastien Bourdais   | 2:7                | Sébastien Buemi      |
| Jaime Alguersuari    | 1:7                | Sébastien Buemi      |
| Red Bull-Renault     |                    |                      |
| Mark Webber          | 2:15               | Sebastian Vettel     |
| Williams-Toyota      |                    |                      |
| Nico Rosberg         | 14:3               | Kazuki Nakajima      |
| Force India-Mercedes |                    |                      |
| Adrian Sutil         | 6:6                | Giancarlo Fisichella |
| Adrian Sutil         | 4:1                | Vitantonio Liuzzi    |
| Brawn-Mercedes       |                    |                      |
| Jenson Button        | 7:10               | Rubens Barrichello   |

## Rennduelle
Diese Tabelle zeigt, welche Fahrer im jeweiligen Team die besseren Platzierungen im Rennen erreicht haben. Sollte aus einem Team in einem Rennen kein Fahrer in die Wertung gekommen sein, wird dies als 0:0 gewertet.
| Fahrer               | :                | Fahrer            |
| McLaren-Mercedes     | McLaren-Mercedes | McLaren-Mercedes  |
| -------------------- | ---------------- | ----------------- |
| Lewis Hamilton       | 11:5             | Heikki Kovalainen |
| Ferrari              |                  |                   |
| Felipe Massa         | 5:5              | Kimi Räikkönen    |
| Luca Badoer          | 0:2              | Kimi Räikkönen    |
| Giancarlo Fisichella | 0:5              | Kimi Räikkönen    |
| BMW Sauber           |                  |                   |
| Robert Kubica        | 7:10             | Nick Heidfeld     |
| Renault              |                  |                   |
| Fernando Alonso      | 9:1              | Nelson Piquet jr. |
| Fernando Alonso      | 5:1              | Romain Grosjean   |
| Toyota               |                  |                   |
| Jarno Trulli         | 6:9              | Timo Glock        |
| Jarno Trulli         | 0:2              | Kamui Kobayashi   |

| Fahrer               | :                  | Fahrer               |
| Toro Rosso-Ferrari   | Toro Rosso-Ferrari | Toro Rosso-Ferrari   |
| -------------------- | ------------------ | -------------------- |
| Sébastien Bourdais   | 3:5                | Sébastien Buemi      |
| Jaime Alguersuari    | 2:4                | Sébastien Buemi      |
| Red Bull-Renault     |                    |                      |
| Mark Webber          | 9:8                | Sebastian Vettel     |
| Williams-Toyota      |                    |                      |
| Nico Rosberg         | 14:2               | Kazuki Nakajima      |
| Force India-Mercedes |                    |                      |
| Adrian Sutil         | 4:8                | Giancarlo Fisichella |
| Adrian Sutil         | 2:3                | Vitantonio Liuzzi    |
| Brawn-Mercedes       |                    |                      |
| Jenson Button        | 12:5               | Rubens Barrichello   |

## Weltmeisterschaftswertungen

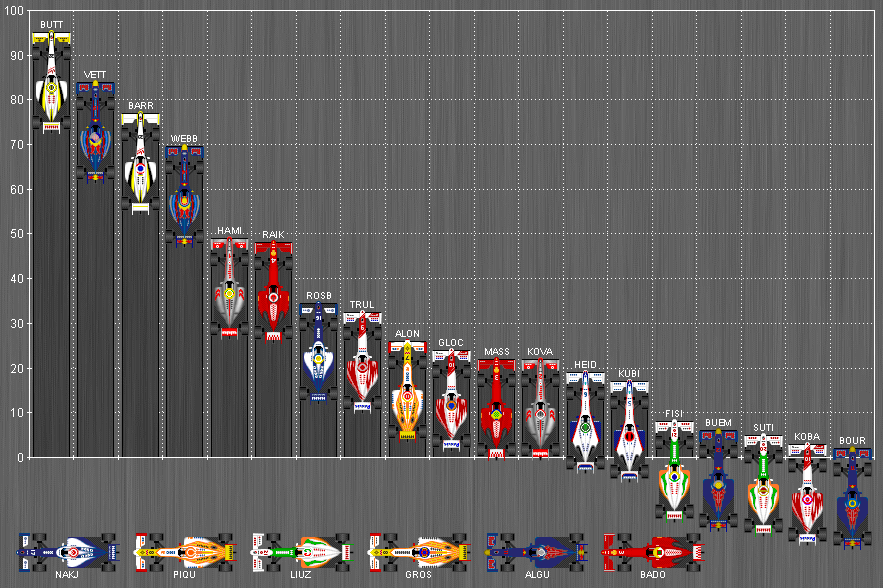
Fahrerwertung der Formel-1-Saison 2009

Die ersten acht jedes Rennens erhielten Punkte nach folgendem Schema:
| Platz  | 1  | 2 | 3 | 4 | 5 | 6 | 7 | 8 |
| Punkte | 10 | 8 | 6 | 5 | 4 | 3 | 2 | 1 |

Alle Resultate wurden gewertet. Da beim Rennen in Malaysia wegen des Rennabbruchs weniger als 75 Prozent der vorgesehenen Renndistanz gefahren wurde, bekamen die ersten acht nur jeweils die halbe Punktzahl.

### Fahrerwertung
| Pos. | Fahrer         | Konstrukteur         |      |      |      |     |     |      |     |     |     |     |      |     |      |     |     |     |     | Punkte |
| 01   | J. Button      | Brawn-Mercedes       | 1    | 1    | 3    | 1   | 1   | 1    | 1   | 6   | 5   | 7   | 7    | DNF | 2    | 5   | 8   | 5   | 3   | 95,0   |
| 02   | S. Vettel      | Red Bull-Renault     | *13* | *15* | 1    | 2   | 4   | DNF  | 3   | 1   | 2   | DNF | DNF  | 3   | 8    | 4   | 1   | 4   | 1   | 84,0   |
| 03   | R. Barrichello | Brawn-Mercedes       | 2    | 5    | 4    | 5   | 2   | 2    | DNF | 3   | 6   | 10  | 1    | 7   | 1    | 6   | 7   | 8   | 4   | 77,0   |
| 04   | M. Webber      | Red Bull-Renault     | 12   | 6    | 2    | 11  | 3   | 5    | 2   | 2   | 1   | 3   | 9    | 9   | DNF  | DNF | 17  | 1   | 2   | 69,5   |
| 05   | L. Hamilton    | McLaren-Mercedes     | DSQ  | 7    | 6    | 4   | 9   | 12   | 13  | 16  | 18  | 1   | 2    | DNF | *12* | 1   | 3   | 3   | DNF | 49,0   |
| 06   | K. Räikkönen   | Ferrari              | *15* | 14   | 10   | 6   | DNF | 3    | 9   | 8   | DNF | 2   | 3    | 1   | 3    | 10  | 4   | 6   | 12  | 48,0   |
| 07   | N. Rosberg     | Williams-Toyota      | 6    | 8    | 15   | 9   | 8   | 6    | 5   | 5   | 4   | 4   | 5    | 8   | 16   | 11  | 5   | DNF | 9   | 34,5   |
| 08   | J. Trulli      | Toyota               | 3    | 4    | DNF  | 3   | DNF | 13   | 4   | 7   | 17  | 8   | 13   | DNF | 14   | 12  | 2   | DNF | 7   | 32,5   |
| 09   | F. Alonso      | Renault              | 5    | 11   | 9    | 8   | 5   | 7    | 10  | 14  | 7   | DNF | 6    | DNF | 5    | 3   | 10  | DNF | 14  | 26,0   |
| 10   | T. Glock       | Toyota               | 4    | 3    | 7    | 7   | 10  | 10   | 8   | 9   | 9   | 6   | 14   | 10  | 11   | 2   | WD  | INJ | INJ | 24,0   |
| 11   | F. Massa       | Ferrari              | DNF  | 9    | DNF  | 14  | 6   | 4    | 6   | 4   | 3   | DNS | INJ  | INJ | INJ  | INJ | INJ | INJ | INJ | 22,0   |
| 12   | H. Kovalainen  | McLaren-Mercedes     | DNF  | DNF  | 5    | 12  | DNF | DNF  | 14  | DNF | 8   | 5   | 4    | 6   | 6    | 7   | 11  | 12  | 11  | 22,0   |
| 13   | N. Heidfeld    | BMW Sauber           | 10   | 2    | 12   | 19  | 7   | 11   | 11  | 15  | 10  | 11  | 11   | 5   | 7    | DNF | 6   | DNF | 5   | 19,0   |
| 14   | R. Kubica      | BMW Sauber           | *14* | DNF  | 13   | 18  | 11  | DNF  | 7   | 13  | 14  | 13  | 8    | 4   | DNF  | 8   | 9   | 2   | 10  | 17,0   |
| 15   | G. Fisichella  | Force India-Mercedes | 11   | *18* | 14   | 15  | 14  | 9    | DNF | 10  | 11  | 14  | 12   | 2   |      |     |     |     |     | 8,0    |
| 15   | G. Fisichella  | Ferrari              |      |      |      |     |     |      |     |     |     |     |      |     | 9    | 13  | 12  | 10  | 16  | 8,0    |
| 16   | S. Buemi       | Toro Rosso-Ferrari   | 7    | *16* | 8    | 17  | DNF | DNF  | 15  | 18  | 16  | 16  | DNF  | 12  | 13   | DNF | DNF | 7   | 8   | 6,0    |
| 17   | A. Sutil       | Force India-Mercedes | 9    | 17   | *17* | 16  | DNF | 14   | 17  | 17  | 15  | DNF | 10   | 11  | 4    | DNF | 13  | DNF | 17  | 5,0    |
| 18   | K. Kobayashi   | Toyota               |      |      |      |     |     |      |     |     |     |     |      |     |      |     | PO  | 9   | 6   | 3,0    |
| 19   | S. Bourdais    | Toro Rosso-Ferrari   | 8    | 10   | 11   | 13  | DNF | 8    | 18  | DNF | DNF |     |      |     |      |     |     |     |     | 2,0    |
| 20   | K. Nakajima    | Williams-Toyota      | DNF  | 12   | DNF  | DNF | 13  | *15* | 12  | 11  | 12  | 9   | *18* | 13  | 10   | 9   | 15  | DNF | 13  | 0,0    |
| 21   | N. Piquet jr.  | Renault              | DNF  | 13   | 16   | 10  | 12  | DNF  | 16  | 12  | 13  | 12  |      |     |      |     |     |     |     | 0,0    |
| 22   | V. Liuzzi      | Force India-Mercedes |      |      |      |     |     |      |     |     |     |     |      |     | DNF  | 14  | 14  | 11  | 15  | 0,0    |
| 23   | R. Grosjean    | Renault              |      |      |      |     |     |      |     |     |     |     | 15   | DNF | 15   | DNF | 16  | 13  | 18  | 0,0    |
| 24   | J. Alguersuari | Toro Rosso-Ferrari   |      |      |      |     |     |      |     |     |     | 15  | 16   | DNF | DNF  | DNF | DNF | 14  | DNF | 0,0    |
| 25   | L. Badoer      | Ferrari              |      |      |      |     |     |      |     |     |     |     | 17   | 14  |      |     |     |     |     | 0,0    |

| Legende  | Legende            | Legende                                                          |
| Farbe    | Abkürzung          | Bedeutung                                                        |
| -------- | ------------------ | ---------------------------------------------------------------- |
| Gold     | –                  | Sieg                                                             |
| Silber   | –                  | 2. Platz                                                         |
| Bronze   | –                  | 3. Platz                                                         |
| Grün     | –                  | Platzierung in den Punkten                                       |
| Blau     | –                  | Klassifiziert außerhalb der Punkteränge                          |
| Violett  | DNF                | Rennen nicht beendet (did not finish)                            |
| Violett  | NC                 | nicht klassifiziert (not classified)                             |
| Rot      | DNQ                | nicht qualifiziert (did not qualify)                             |
| Rot      | DNPQ               | in Vorqualifikation gescheitert (did not pre-qualify)            |
| Schwarz  | DSQ                | disqualifiziert (disqualified)                                   |
| Weiß     | DNS                | nicht am Start (did not start)                                   |
| Weiß     | WD                 | zurückgezogen (withdrawn)                                        |
| Hellblau | PO                 | nur am Training teilgenommen (practiced only)                    |
| Hellblau | TD                 | Freitags-Testfahrer (test driver)                                |
| ohne     | DNP                | nicht am Training teilgenommen (did not practice)                |
| ohne     | INJ                | verletzt oder krank (injured)                                    |
| ohne     | EX                 | ausgeschlossen (excluded)                                        |
| ohne     | DNA                | nicht erschienen (did not arrive)                                |
| ohne     | C                  | Rennen abgesagt (cancelled)                                      |
| ohne     | keine WM-Teilnahme |                                                                  |
| sonstige | P/fett             | Pole-Position                                                    |
| sonstige | 1/2/3/4/5/6/7/8    | Punktplatzierung im Sprint-/Qualifikationsrennen                 |
| sonstige | SR/kursiv          | Schnellste Rennrunde                                             |
| sonstige | *                  | nicht im Ziel, aufgrund der zurückgelegten Distanz aber gewertet |
| sonstige | ()                 | Streichresultate                                                 |
| sonstige | unterstrichen      | Führender in der Gesamtwertung                                   |

### Konstrukteurswertung
| Pos. | Konstrukteur         | Nr. |      |      |      |     |     |      |     |     |     |     |      |     |      |     |     |     |     | Punkte |
| 01   | Brawn-Mercedes       | 22  | 1    | 1    | 3    | 1   | 1   | 1    | 1   | 6   | 5   | 7   | 7    | DNF | 2    | 5   | 8   | 5   | 3   | 172,0  |
| 01   | Brawn-Mercedes       | 23  | 2    | 5    | 4    | 5   | 2   | 2    | DNF | 3   | 6   | 10  | 1    | 7   | 1    | 6   | 7   | 8   | 4   | 172,0  |
| 02   | Red Bull-Renault     | 14  | 12   | 6    | 2    | 11  | 3   | 5    | 2   | 2   | 1   | 3   | 9    | 9   | DNF  | DNF | 17  | 1   | 2   | 153,5  |
| 02   | Red Bull-Renault     | 15  | *13* | *15* | 1    | 2   | 4   | DNF  | 3   | 1   | 2   | DNF | DNF  | 3   | 8    | 4   | 1   | 4   | 1   | 153,5  |
| 03   | McLaren-Mercedes     | 01  | DSQ  | 7    | 6    | 4   | 9   | 12   | 13  | 16  | 18  | 1   | 2    | DNF | *12* | 1   | 3   | 3   | DNF | 71,0   |
| 03   | McLaren-Mercedes     | 02  | DNF  | DNF  | 5    | 12  | DNF | DNF  | 14  | DNF | 8   | 5   | 4    | 6   | 6    | 7   | 11  | 12  | 11  | 71,0   |
| 04   | Ferrari              | 03  | DNF  | 9    | DNF  | 14  | 6   | 4    | 6   | 4   | 3   | DNS | 17   | 14  | 9    | 13  | 12  | 10  | 16  | 70,0   |
| 04   | Ferrari              | 04  | *15* | 14   | 10   | 6   | DNF | 3    | 9   | 8   | DNF | 2   | 3    | 1   | 3    | 10  | 4   | 6   | 12  | 70,0   |
| 05   | Toyota               | 09  | 3    | 4    | DNF  | 3   | DNF | 13   | 4   | 7   | 17  | 8   | 13   | DNF | 14   | 12  | 2   | DNF | 7   | 59,5   |
| 05   | Toyota               | 10  | 4    | 3    | 7    | 7   | 10  | 10   | 8   | 9   | 9   | 6   | 14   | 10  | 11   | 2   | WD  | 9   | 6   | 59,5   |
| 06   | BMW Sauber           | 05  | *14* | DNF  | 13   | 18  | 11  | DNF  | 7   | 13  | 14  | 13  | 8    | 4   | DNF  | 8   | 9   | 2   | 10  | 36,0   |
| 06   | BMW Sauber           | 06  | 10   | 2    | 12   | 19  | 7   | 11   | 11  | 15  | 10  | 11  | 11   | 5   | 7    | DNF | 6   | DNF | 5   | 36,0   |
| 07   | Williams-Toyota      | 16  | 6    | 8    | 15   | 9   | 8   | 6    | 5   | 5   | 4   | 4   | 5    | 8   | 16   | 11  | 5   | DNF | 9   | 34,5   |
| 07   | Williams-Toyota      | 17  | DNF  | 12   | DNF  | DNF | 13  | *15* | 12  | 11  | 12  | 9   | *18* | 13  | 10   | 9   | 15  | DNF | 13  | 34,5   |
| 08   | Renault              | 07  | 5    | 11   | 9    | 8   | 5   | 7    | 10  | 14  | 7   | DNF | 6    | DNF | 5    | 3   | 10  | DNF | 14  | 26,0   |
| 08   | Renault              | 08  | DNF  | 13   | 16   | 10  | 12  | DNF  | 16  | 12  | 13  | 12  | 15   | DNF | 15   | DNF | 16  | 13  | 18  | 26,0   |
| 09   | Force India-Mercedes | 20  | 9    | 17   | *17* | 16  | DNF | 14   | 17  | 17  | 15  | DNF | 10   | 11  | 4    | DNF | 13  | DNF | 17  | 13,0   |
| 09   | Force India-Mercedes | 21  | 11   | *18* | 14   | 15  | 14  | 9    | DNF | 10  | 11  | 14  | 12   | 2   | DNF  | 14  | 14  | 11  | 15  | 13,0   |
| 10   | Toro Rosso-Ferrari   | 11  | 8    | 10   | 11   | 13  | DNF | 8    | 18  | DNF | DNF | 15  | 16   | DNF | DNF  | DNF | DNF | 14  | DNF | 8,0    |
| 10   | Toro Rosso-Ferrari   | 12  | 7    | *16* | 8    | 17  | DNF | DNF  | 15  | 18  | 16  | 16  | DNF  | 12  | 13   | DNF | DNF | 7   | 8   | 8,0    |

| Legende  | Legende            | Legende                                                          |
| Farbe    | Abkürzung          | Bedeutung                                                        |
| -------- | ------------------ | ---------------------------------------------------------------- |
| Gold     | –                  | Sieg                                                             |
| Silber   | –                  | 2. Platz                                                         |
| Bronze   | –                  | 3. Platz                                                         |
| Grün     | –                  | Platzierung in den Punkten                                       |
| Blau     | –                  | Klassifiziert außerhalb der Punkteränge                          |
| Violett  | DNF                | Rennen nicht beendet (did not finish)                            |
| Violett  | NC                 | nicht klassifiziert (not classified)                             |
| Rot      | DNQ                | nicht qualifiziert (did not qualify)                             |
| Rot      | DNPQ               | in Vorqualifikation gescheitert (did not pre-qualify)            |
| Schwarz  | DSQ                | disqualifiziert (disqualified)                                   |
| Weiß     | DNS                | nicht am Start (did not start)                                   |
| Weiß     | WD                 | zurückgezogen (withdrawn)                                        |
| Hellblau | PO                 | nur am Training teilgenommen (practiced only)                    |
| Hellblau | TD                 | Freitags-Testfahrer (test driver)                                |
| ohne     | DNP                | nicht am Training teilgenommen (did not practice)                |
| ohne     | INJ                | verletzt oder krank (injured)                                    |
| ohne     | EX                 | ausgeschlossen (excluded)                                        |
| ohne     | DNA                | nicht erschienen (did not arrive)                                |
| ohne     | C                  | Rennen abgesagt (cancelled)                                      |
| ohne     | keine WM-Teilnahme |                                                                  |
| sonstige | P/fett             | Pole-Position                                                    |
| sonstige | 1/2/3/4/5/6/7/8    | Punktplatzierung im Sprint-/Qualifikationsrennen                 |
| sonstige | SR/kursiv          | Schnellste Rennrunde                                             |
| sonstige | *                  | nicht im Ziel, aufgrund der zurückgelegten Distanz aber gewertet |
| sonstige | ()                 | Streichresultate                                                 |
| sonstige | unterstrichen      | Führender in der Gesamtwertung                                   |